# Застава Башкортостана
Застава Башкортостана један је од националних симбола Аутономне Републике Башкортостан. Првобитна варијанта усвојена је 25. фебруара 1992. године, док је 12. фебруара 2003. измењена. Има три хоризонтално распоређене боје ‒ плаву, белу и зелену. У средини налази се амблем ‒ златан круг и стилизован цвет биљке курај са седам листова. Пропорције заставе су 2:3. Поља боја равномерно су распоређена тако да свака боја заузима 1/3 заставе.

## Симболика
Зелена боја на застави Башкортостана симболизује слободу и вечност живота. Бела боја симболизује мирољубивост, отвореност и спремност за сарадњу народа Башкортостана. Плава боја симболизује јасноћу, врлине и чистоћу ума. Цвет кураја је симбол пријатељства, а његових седам латица симболизује седам племена која су симбол јединства народа који живе у Башкортосану.

## Историја
| Застава | Датум     | Корист                 |
|         | 1917-1919 | Застава Башкортостана  |
|         | 1925-1937 | Застава Башкирске АССР |
|         | 1937-1938 | Застава Башkирске АССР |
|         | 1938-1947 | Застава Башkирске АССР |
| ------- | --------- | ---------------------- |
|         | 1947-1954 | Застава Башkирске АССР |
|         | 1954-1992 | Застава Башkирске АССР |
|         | 1992-2003 | Застава Башкортостана  |